# Советская Молдавия: Краткая энциклопедия
Советская Молдавия: Краткая энциклопедия — энциклопедия на русском языке, изданная в 1982 году Главной редакцией Молдавской советской энциклопедии тиражом 30 тысяч экземпляров.
Издана Центральной типографией Кишинёва. Книга на 709 страницах, содержит 5300 статей (из них 1500 биографических статей), 56 карт, 86 иллюстраций и 1400 иллюстраций в тексте. Статьи снабжены библиографией, широко применена система ссылок. Вся статистическая информация приведена по состоянию на 1980 год. Административно-территориальное деление на картах показано по состоянию на 1980 год. Многие статьи сопровождаются таблицами, содержащими дополнительную информацию. Розничная цена — 10 советских рублей.
Создана на основе восьмитомной Молдавской советской энциклопедии (1970—1981). Специально для издания впервые в Молдавской ССР использован специальный шрифт.
Энциклопедия представляет информацию о Молдавии с древних времён до начала 1980-х годов. Статьи расположены в алфавитном порядке и дают информацию о значимых предметах по различным общественным, культурно-социальным областям, окружающей среды Молдавской ССР. Энциклопедия представляет статьи о территориально-административном делении, населённых пунктах, крупных промышленных и сельскохозяйственных предприятиях, памятниках культуры и природы, высших учебных заведениях и значимых общественных организациях.
Большинство биографических статей посвящены участникам Октябрьской революции, борьбы за советскую власть, подполья во времена Великой Отечественной войны, Героям Советского Союза и Социалистического Труда, партийным и государственным деятелям, видным учёным, деятелям искусства и спорта, родившимся в Молдавии или сыгравшим значительную роль в её истории.

## Авторский коллектив
Представляет собой коллективный труд. В её создании принимали участие учёные Академии наук Молдавской ССР, Института истории партии при ЦК Компартии Молдавии, коллективы научно-исследовательских и высших учебных заведений, деятели литературы и искусства, работники партийных и государственных органов, общественных организаций, специалисты различных отраслей народного хозяйства и культуры, журналисты.
Руководство главной редакции: И. К. Вартичан (главный редактор), О. И. Чобу (заместитель главного редактора), В. К. Кочиеру (ответственный секретарь), К. М. Чеканский (заместитель главного секретаря по производству).